# 金川镇 (辉南县)
金川镇，是中华人民共和国吉林省通化市辉南县下辖的一个乡镇级行政单位。

## 行政区划
金川镇下辖以下地区：
金川村、龙湾村、永丰村、黄泥岗村、立新村和坦平村。